# Poșta Moldovei
Poșta Moldovei (Пошта Молдови) — національний оператор поштового зв'язку в Молдові, є членом Всесвітнього поштового союзу з 16 листопада 1992 року.

## Історія
Державне підприємство «Poșta Moldovei» (Пошта Молдови) та підприємство зв'язку Moldtelecom було створено 1 березня 1993.

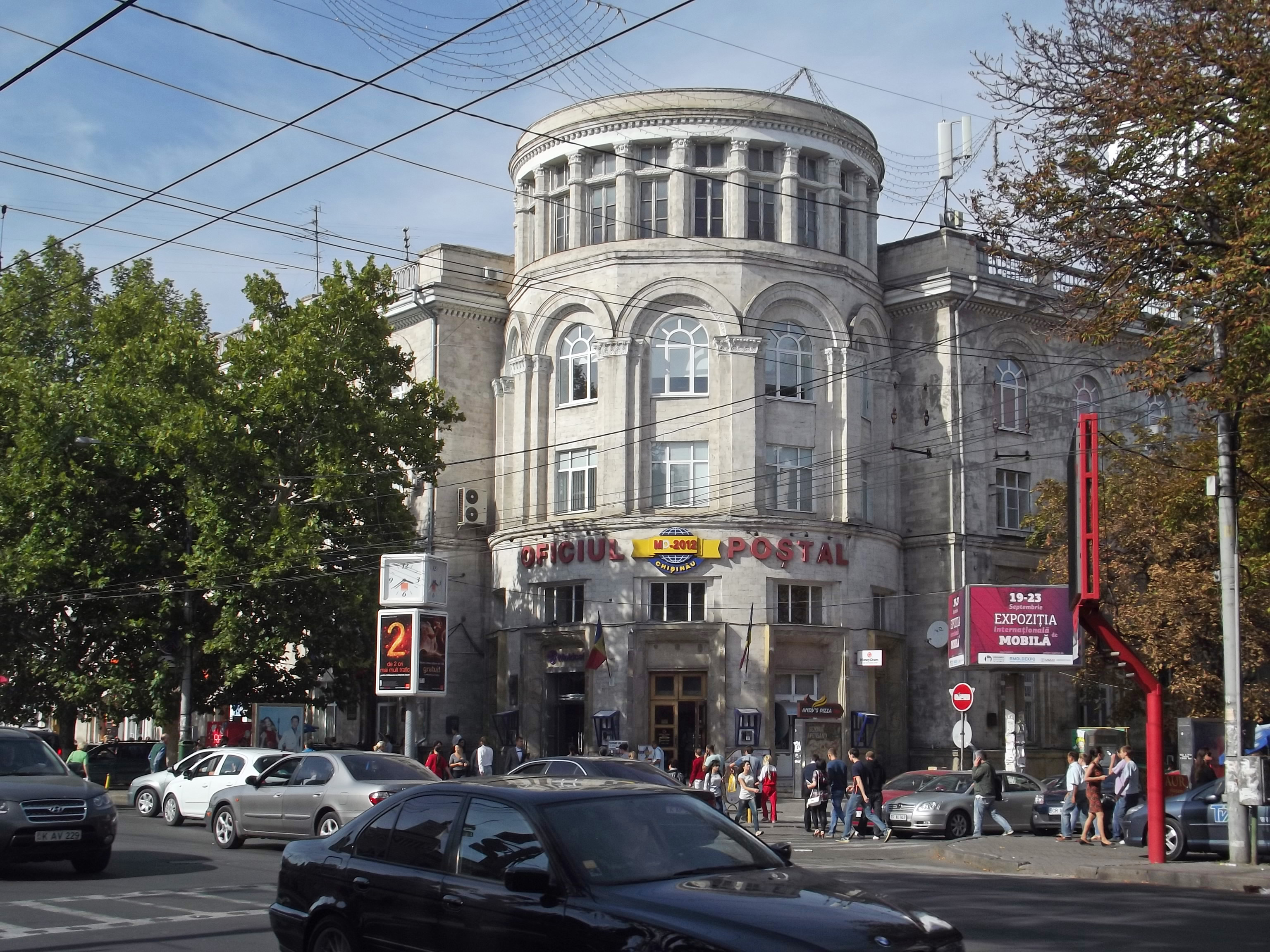
Центральне поштове відділення

Законом Республіки Молдова «Про пошту», прийнятим 18 травня 1995 року, «Пошта Молдови» була призначена національним оператором, який володіє винятковими правами на надання основних поштових послуг, а існуючі на день прийняття закону засоби поштового зв'язку були оголошені власністю держави.
З січня 2007 року «Пошта Молдови» вступила у кооператив Telematics.

## Членство в міжнародних організаціях
- Всесвітній поштовий союз (з 16 листопада 1992 р.)
- Регіональна співдружність у галузі зв'язку (РСЗ) (з 17 грудня 1991 р.)
- PostEurop (Асоціація поштових операторів Європи) (з 1 січня 1997 р.)